# 1973 في جنوب إفريقيا
فيما يلي قوائم الأحداث التي وقعت خلال عام 1973 في جنوب أفريقيا.

## رياضة
- 3 مارس – جائزة جنوب أفريقيا الكبرى 1973 الفائز جاكي ستيورات.

## مواليد

### يناير
- 1 يناير – آبي جيلدنهويز

### فبراير
- 1 فبراير – سكوت موفات لاعب كركيت جنوب أفريقي.

### مارس
- 3 مارس – ماسيبوليل ماكيبولا ملاكم جنوب أفريقي.
- 17 مارس – جون لافني دي جاجر لاعب كرة مضرب جنوب أفريقي.

### مايو
- 15 مايو – باتريك مايو لاعب كرة قدم جنوب أفريقي.

### يوليو
- 1 يوليو – برينتون براون موسيقي أمريكي.
- 13 يوليو – بييت كراوز لاعب رغبي جنوب أفريقي.
- 19 يوليو – ناتالي بولت ممثلة جنوب أفريقية.

### أغسطس
- 14 أغسطس – دايسكي إيشيواتاري
- 17 أغسطس – دانييل هوب
- 22 أغسطس – أوكيرت بريتس قافز بالزانة جنوب أفريقي.

### سبتمبر
- 3 سبتمبر – جانيت كروغر لاعبة كرة مضرب جنوب أفريقية.
- 13 سبتمبر – سيدريك إنجلش لاعب كركيت جنوب أفريقي.
- 18 سبتمبر – مارك شاتلوورث رائد أعمال جنوب أفريقي.
- 19 سبتمبر – رولوف بوتا رجل أعمال جنوب أفريقي.

### أكتوبر
- 29 أكتوبر – مزونكي فانا ملاكم جنوب أفريقي.

### نوفمبر
- 5 نوفمبر – غادي برومر لاعب كرة قدم إسرائيلي.
- 17 نوفمبر – غودفري سابولا لاعب كرة قدم جنوب أفريقي.
- 22 نوفمبر – مالكوم لانج
- 23 نوفمبر – هيلين فلمنج
- 27 نوفمبر – شارلتو كوبلي مخرج وممثل من جنوب أفريقيا.

### ديسمبر
- 16 ديسمبر – ثيمبا منغوني لاعب كرة قدم جنوب أفريقي.
- 28 ديسمبر – باول إيفانز لاعب كرة قدم جنوب أفريقي.
- 28 ديسمبر – روس هوكينز

## وفيات

### يناير
- 1 يناير – آرثر بانش (مواليد 1909) لاعب كرة قدم جنوب أفريقي.
- 1 يناير – هاري لورانس (مواليد 1901) سياسي جنوب أفريقي.

### فبراير
- 17 فبراير – هارولد هانسون (مواليد 1904) محامي جنوب أفريقي.
- 28 فبراير – سيسيل كيلاواي (مواليد 1893) ممثل جنوب أفريقي.

### مارس
- 16 مارس – سيسيل تومسون (مواليد 1894) طيار بطل جنوب أفريقي.

### أغسطس
- 19 أغسطس – دنيس ويندهام (مواليد 1887) ممثل جنوب أفريقي.

### سبتمبر
- 2 سبتمبر – جون رونالد تولكين (مواليد 1892) فيلولوجي إنجليزي وكاتب روائي.
- 21 سبتمبر – وليام بلومر (مواليد 1903)

### أكتوبر
- 11 أكتوبر – إثيل ماي ديكسي (مواليد 1876) فنانة جنوب أفريقية.

### ديسمبر
- 10 ديسمبر – روي ديفيز (مواليد 1924) لاعب كرة قدم جنوب أفريقي.